# Alberto de la Rosa (arpista)
Alberto Manuel De la Rosa Y Sánchez más conocido como Alberto De la Rosa (Ciudad de México, México, 29 de marzo de 1947) es un músico, compositor, arreglista y productor mexicano, considerado uno de los mayores exponentes del arpa jarocha en el mundo.
Es el director y fundador del grupo Tlen-Huicani, perteneciente a la Universidad Veracruzana, así como director musical del Ballet Folklórico de la misma universidad.

## Biografía
Alberto de la Rosa nació el 29 de marzo de 1947 en el Distrito Federal; es hijo de la maestra Luz del Carmen Sánchez y el carpintero Alberto De la Rosa García de la Cadena, siendo el segundo de seis hermanos, Alma de Lourdes, Mariano Alejandro, Luz del Carmen, María Cristina y María Antonieta.
Después del nacimiento de su tercera hermana, Luz del Carmen, la familia se trasladó a un pequeño poblado llamado Acayucan en el estado de Veracruz, en el cual su madre ayudaría a fundar la primera escuela secundaria, siendo directora e impartiendo la clase de música. Debido a la falta de instalaciones, las clases de música se impartían en la casa de la familia De la Rosa Sánchez, lo que hizo que Alma de Lourdes y Alberto se interesaran desde muy chicos en la música.
La hermana mayor de Alberto, Alma de Lourdes, se enfocó en el canto y el manejo de instrumentos como la jarana, mientras que Alberto lo hizo más en instrumentos como la guitarra. Gracias a la amistad que tuvo su madre con el legendario arpista Andrés Huesca, Alberto tuvo la inquietud desde pequeño de aprender a tocar arpa.
Al entrar a la secundaria, la familia De La Rosa Sánchez se mudó a Xalapa-Enríquez, en donde para cubrir una carrera técnica ingresó al Conservatorio de Música de la ciudad, hoy conocida como la Facultad de Música de la Universidad Veracruzana.
Más tarde, en 1968, comenzó a estudiar en la Escuela Nacional de Música, para finalmente ingresar a la Benemérita Escuela Normal Veracruzana, de la que egresó y en donde ingresó al Conjunto Folklórico Veracruz, el cual después ingresó a la Universidad Veracruzana.

### Creación de Tlen-Huicani
A inicios de la década de 1970, Alberto mantenía una fuerte amistad con el arpista Pepe Escobar. Éste le comentó a Alberto que gracias a un radio de onda corta lograba sintonizar emisoras venezolanas, por lo cual una madrugada acordaron encontrarse para escuchar estas emisoras. Así se enteraron de la existencia de Juan Vicente Torrealba.
Mediante llamadas por operadora, lograron contactar a Torrealba, quien fuera su contacto para realizar un viaje por todo Sudamérica, en donde logró rescatar música folklórica de estas zonas y entablar relaciones con músicos de aquellos lugares. 
Al regresar a Xalapa, Alberto juntó a varios de sus compañeros de la Escuela Normal que compartían el gusto por la música folklórica y les mostró todo el material que había traído de aquel viaje. Así Alberto de la Rosa, Alfonso Lagunes, Cesáreo Arenal, Gerónimo Reyes y Abdías Ramírez conforman la primera alineación del grupo Tlen-Huicani, dando su primer concierto formal el 12 de septiembre de  1973 en la Sala Grande del Teatro del Estado, siendo esta también la ocasión de grabar su primer álbum, Primer Concierto.